# Hierokratie
Hierokratie (von altgriechisch ἱερός hieros, deutsch ‚heilig‘ und κρατεῖν kratein, deutsch ‚herrschen‘, ‚Herrschaft‘ – vgl. -kratie) ist eine Herrschaftsform, bei der die Staatsgewalt von einer Priesterschaft (Klerus) oder einer ähnlichen sakralen Institution ausgeübt wird, was in der Regel religiös legitimiert wird. Die Hierokratie ist damit meist eine Form der Theokratie. Im Unterschied zur Theokratie im engeren Sinne wird aber in der Hierokratie weder Göttlichkeit noch Gottberufenheit des Herrschers propagiert, sondern der Herrschaftsanspruch aus der Heiligkeit und Weisheit der Priesterschaft hergeleitet.
Max Weber definierte die Hierokratie wie folgt: 

„Hierokratischer Verband soll ein Herrschaftsverband dann und insoweit heißen, als zur Garantie seiner Ordnungen psychischer Zwang durch Spendung oder Versagung von Heilsgütern (hierokratischer Zwang) verwendet wird. Kirche soll ein hierokratischer Anstaltsbetrieb heißen, wenn und soweit sein Verwaltungsstab das Monopol legitimen hierokratischen Zwanges in Anspruch nimmt.“